# 斯坦利·L·恩格尔曼
斯坦利·L·恩格尔曼（1936年3月14日—2023年5月11日）是一位美国经济史学家，专攻美国奴隶制时期的历史，主要作品有《苦难的时代：美国奴隶制经济学》（Time on the Cross: The Economics of American Negro Slavery，与罗伯特·福格尔合著，获1975年班克洛夫特獎）、《剑桥美国经济史》（The Cambridge Economic History of the United States，三卷本，与罗伯特·E·高尔曼合著）等。